# Jägerova zpráva

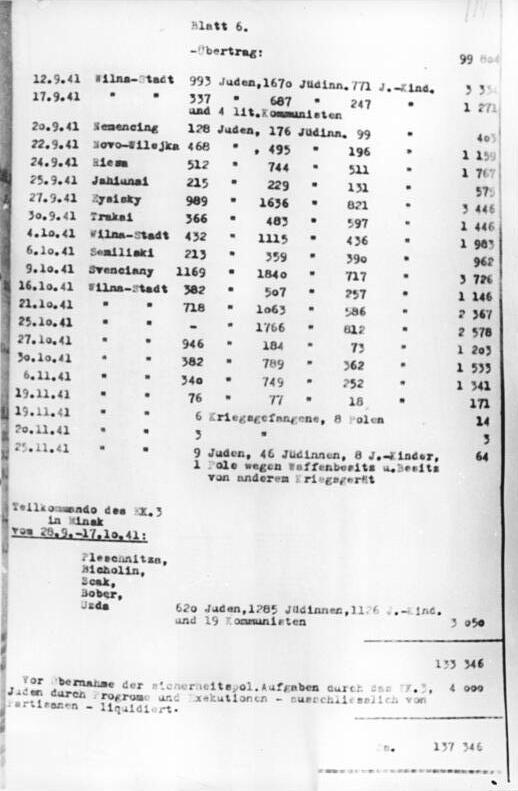
Zpráva Karla Jägera

 Jägerova zpráva (anglicky Jäger Report ) byla napsána 1. prosince 1941 Karlem Jägerem, velitelem Einsatzkommanda 3, což byla vraždící jednotka Einsatzgruppen A, která byla přiřazena k Severní armádě během operace Barbarossa. Je to nejpreciznější dochovaná kronika, která zaznamenává činnosti jednoho individuálního Einsatzkommanda.
Jägerova zpráva je přehled akcí Einsatzkommanda 3 zahrnující vraždící oddíl Rollkommando Hamann. Zpráva obsahuje téměř denní provozování likvidací lidí, převážně Židů. Konečné číslo zavražděných lidí od 2. července 1941 do 25. listopadu 1941 je 137 346. Zpráva dokumentuje přesná data a místa masakrů, čísla obětí a jejich rozdělení do skupin (Židé, komunisté, kriminálníci, atd.). Celkově se odehrálo 100 poprav na 71 různých místech. 1. února 1942 zaktualizoval Jäger počty mrtvých v ručně psaném vzkazu pro Franze Waltera Stahleckera. Oznámil, že bylo zavražděno 136 421 Židů (46 403 mužů, 55 556 žen a 34 464 dětí), 1 064 komunistů, 653 mentálně postižených a 134 dalších.
Šestistránková Jägerova zpráva byla připravena v 5 kopiích, ale zachovala se jen jedna, která je uchována v Centrálním litevském archivu ve Vilniusu.
| Měsíc    | Záznamy    | Počet obětí |
| -------- | ---------- | ----------- |
| Červenec | 20 záznamů | 4 400       |
| Srpen    | 33 záznamů | 47 906      |
| Září     | 38 záznamů | 41 097      |
| Říjen    | 12 záznamů | 31 829      |
| Listopad | 10 záznamů | 8 211       |